# Simundö naturreservat
Simundö naturreservat är ett naturreservat i Östhammars kommun i Uppsala län.
Området är naturskyddat sedan 2024 och är 23 hektar stort. Reservatet ligger sydväst om Forsmark och består av grandominerade skogsområden och
hällmarkstallskogar med gamla och grova tallar.